# Lag om beräkning av lagstadgad tid
Lagen om beräkning av lagstadgad tid är en svensk lag som reglerar hur till exempel tider för överklagande beräknas. Lagen är mycket kort, endast två paragrafer med vardera ett stycke. Trots sitt minimala omfång styr den något viktigt och ofta förekommande, nämligen hur tidsgränser som regleras i lag ska beräknas.
Huvudregeln är att den sista dagen som ligger inom tidsgränsen har samma namn eller datumsiffra som den dag då tiden började räknas. Undantag finns när sista dagen faller på en helgdag. Om överklagandetiden för ett beslut är tre veckor, och tiden börjar räknas genom att någon delges beslutet en tisdag skall överklagandet enligt huvudregeln vara inlämnat senast på tisdagen tre veckor senare.